# PS General Slocum
El PS General Slocum fue un vapor de ruedas de pasajeros construido en Brooklyn, New York, en 1891. Durante su vida útil, sufrió varios accidentes como encallamientos y colisiones. Su epónimo rinde homenaje a Henry Warner Slocum (1827-1894), general durante la Guerra de Secesión y, miembro del Congreso de los Estados Unidos.
El 15 de junio de 1904, el General Slocum se incendió y se hundió en el East River en la ciudad de Nueva York. En el momento del accidente, realizaba un trayecto fletado para llevar a los miembros de la iglesia Luterana Evangélica Alemana de San Marcos (Germano-estadounidenses de Little Germany, Manhattan) a un pícnic de la iglesia. Se calcula que murieron 1.021 de las 1.342 personas que iban a bordo.
El desastre del General Slocum fue el más mortífero de la zona de Nueva York hasta los atentados del 11 de septiembre de 2001. Es el peor desastre marítimo de la historia de la ciudad y del siglo XX hasta que el Titanic lo superó unos años después y es el segundo peor desastre marítimo en las vías navegables de Estados Unidos, tras la explosión y hundimiento del buque de vapor Sultana. Los acontecimientos que rodearon el incendio del General Slocum se han tratado en varios libros, obras de teatro y películas.

## Historia

### Accidente de 1904

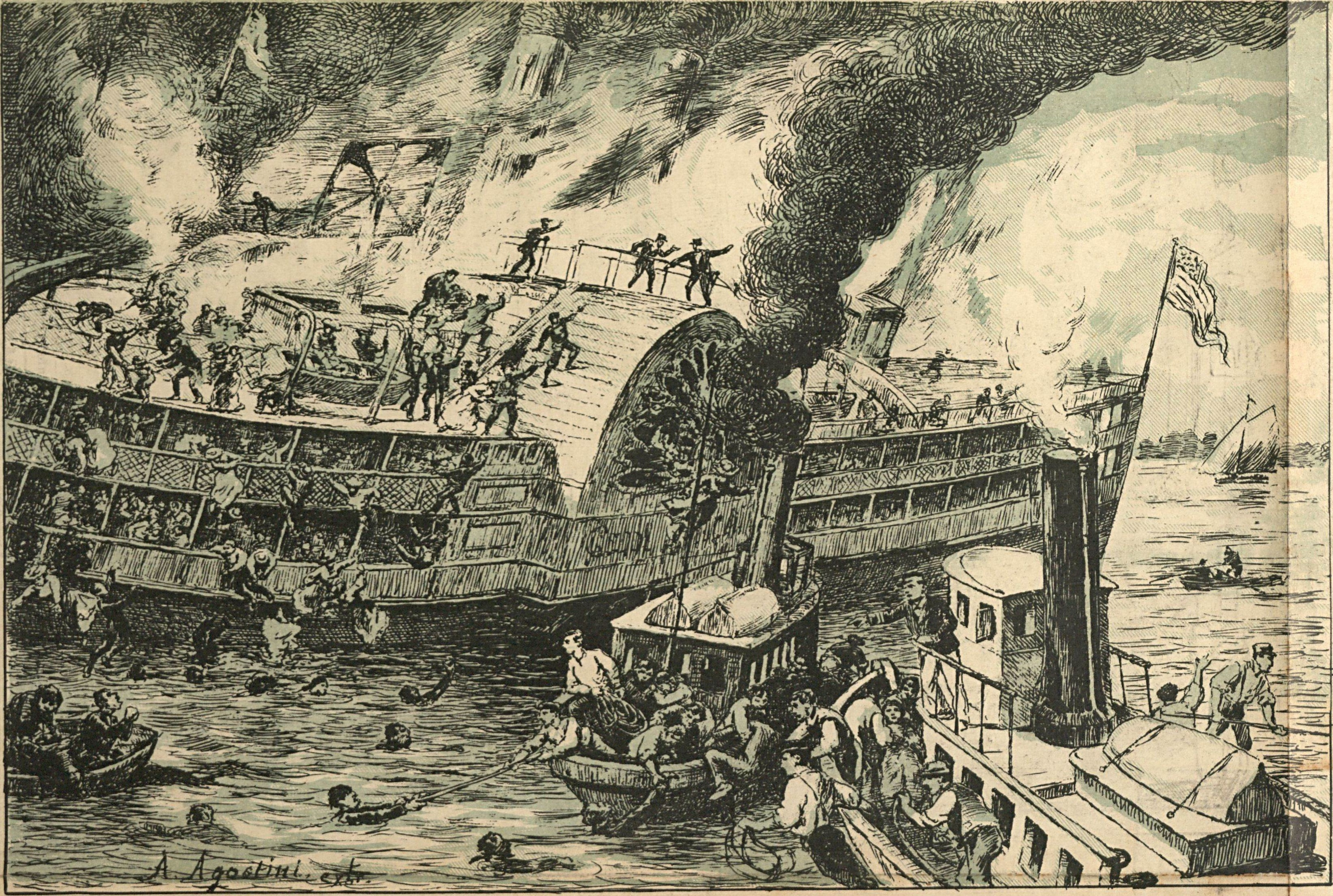
La gran catástrofe del vapor de pasajeros General Slocum (Angelo Agostini, O Malho, 1904).

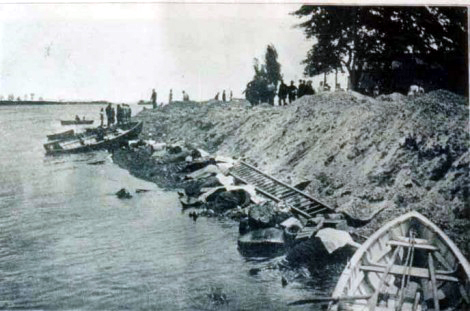
Víctimas del General Slocum aparecen en la costa de North Brother Island.

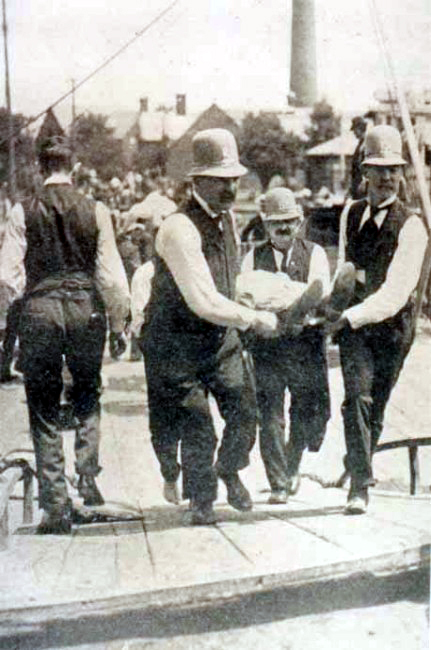
Retiran un cuerpo de la Isla North Brother.

El General Slocum trabajaba como barco de pasajeros, llevando gente en excursiones por la ciudad de Nueva York. El miércoles 15 de junio de 1904, el barco había sido fletado por 350 dólares por la Iglesia Evangélica Luterana de San Marcos en el distrito Little Germany de Manhattan. Este era un rito anual para el grupo, que había hecho el viaje durante 17 años consecutivos. Casi 1.400 pasajeros, en su mayoría mujeres y niños, abordaron el General Slocum, que navegaría por el río Este y luego hacia el este a través del Long Island Sound hasta Locust Grove, un lugar de picnic en Eatons Neck, Long Island. El informe oficial posterior al desastre indicó que había 1.358 pasajeros y 30 oficiales y tripulantes; se estimó que menos de 150 de los pasajeros eran hombres adultos mayores de 21 años. De los que estaban a bordo, hubo 957 muertos y 180 heridos. 23  Pasaron menos de veinte minutos entre el inicio del incendio y el derrumbe de la cubierta antihuracanes.
El barco partió del muelle de recreo en Third Street en East River a las 9:30 am; pasó al oeste de Blackwell Island (ahora Roosevelt Island ) y giró al este, permaneciendo al sur de Wards Island.  Cuando pasaba por East 90th Street, se inició un incendio en la cabina delantera o Lamp Room, el tercer compartimento a popa desde la proa debajo de la cubierta principal;  el incendio posiblemente fue causado por un cigarrillo o fósforo desechado. El desastroso incendio fue alimentado por la paja, los trapos aceitosos y el aceite de lámpara esparcidos por la habitación. El primer aviso de incendio fue a las 10 am; testigos presenciales afirmaron que el incendio inicial comenzó en varios lugares, incluido un armario de pintura lleno de líquidos inflamables y una cabina llena de gasolina. Los pasajeros en la cubierta principal estaban al tanto del incendio en la entrada de Hell Gate.  El capitán Van Schaick no fue notificado hasta 10 minutos después de que se descubriera el incendio. Un niño de 12 años había tratado de advertirle antes, pero no le creyeron. Después de que le avisaran del incendio, Van Schaick ordenó avanzar a toda velocidad; aproximadamente 30 segundos después, ordenó al piloto que vara el barco en la isla North Brother. Después de esta última orden, Van Schaick descendió a la cubierta de huracanes y permaneció allí hasta que pudo saltar a aguas poco profundas después de que el barco encallara.
Aunque el capitán era el responsable último de la seguridad de los pasajeros, los propietarios no habían hecho ningún esfuerzo por mantener o reemplazar el equipo de seguridad del barco. La cubierta principal estaba equipada con un tubo vertical conectado a una bomba de vapor, pero la manguera contra incendios conectada al extremo delantero del tubo vertical, una longitud de 30 metros de "lino barato sin forro", se había podrido y reventado en varios lugares. Cuando la tripulación intentó apagar el fuego, no pudieron conectar una manguera de goma porque el acoplamiento de la manguera de lino permaneció unido al tubo vertical. El barco también estaba equipado con bombas manuales y baldes, pero no se utilizaron durante el desastre; la tripulación abandonó los esfuerzos de extinción de incendios después de no poder conectar la manguera de goma. La tripulación no había practicado un simulacro de incendio ese año,  y los botes salvavidas estaban amarrados e inaccesibles. Algunos afirmaron que los botes salvavidas estaban cableados y pintados en su lugar.
Los sobrevivientes informaron que los chalecos salvavidas eran inútiles y se deshacían en sus manos, mientras que madres desesperadas les ponían chalecos salvavidas a sus hijos y los arrojaban al agua, solo para ver con horror cómo sus hijos se hundían en lugar de flotar. La mayoría de las personas a bordo eran mujeres y niños que, como la mayoría de los estadounidenses de la época, no sabían nadar; las víctimas descubrieron que su pesada ropa de lana absorbía agua y las hacía caer al fondo del río.
Se descubrió que Nonpareil Cork Works, proveedor de materiales de corcho para fabricantes de chalecos salvavidas, colocó barras de hierro de 230 gramos dentro de los materiales de corcho para cumplir con los requisitos mínimos de contenido (2,7 kg de "buen corcho") en ese momento. El engaño de Nonpareil fue revelado por David Kahnweiler's Sons, que inspeccionó un envío de 300 bloques de corcho. Muchos de los salvavidas habían sido llenados con corcho granulado barato y menos efectivo y se habían aumentado al peso adecuado mediante la inclusión de las pesas de hierro. Las cubiertas de lona, podridas por el tiempo, se partieron y esparcieron el corcho en polvo. Los gerentes de la empresa (Nonpareil Cork Works) fueron acusados, pero no condenados. Los salvavidas del Slocum habían sido fabricados en 1891 y habían estado colgados sobre la cubierta, sin protección del desgaste ambiental, durante 13 años.
El capitán Van Schaick decidió continuar su rumbo en lugar de encallar el barco o detenerse en un embarcadero cercano. Al ir contra el viento y no encallar el barco inmediatamente, avivó el fuego y promovió su propagación de proa a popa; la comisión investigadora más tarde criticó a Van Schaick por dejar pasar oportunidades de varar el barco en Islas Randalls y Wards (al oeste de Sunken Meadows ) o Bronx Bills (al este de Sunken Meadows), lo que también habría puesto los vientos predominantes a popa, evitando que las llamas se extendieran a lo largo del barco. Van Schaick argumentó más tarde que estaba tratando de evitar que el fuego se extendiera a los edificios de la ribera y los tanques de petróleo. La pintura inflamable también ayudó a que el fuego se extendiera sin control, empujado hacia popa principalmente a lo largo del costado de babor del barco; los pasajeros, que estaban en el paseo superior y las cubiertas de huracanes, se vieron obligados a ir al cuarto de estribor de popa.
Diez minutos después de que el barco encallara, el fuego había envuelto esencialmente el buque; no habían transcurrido más de veinte minutos desde que las primeras llamas salieron de la Sala de Lámparas. Algunos pasajeros saltaron al río para escapar del fuego, pero la pesada ropa de las mujeres de la época hizo que nadar fuera casi imposible y las arrastró bajo el agua hasta ahogarse. Se estima que entre 100 y 500 personas murieron cuando la sección de estribor sobrecargada de la cubierta de huracanes se derrumbó, arrojando a esos pasajeros a aguas profundas, y otros fueron golpeados por los remos que aún giraban mientras intentaban escapar al agua o por los costados. La comisión estimó que entre 400 y 600 personas se ahogaron después de que el barco encallara, ya que saltaron desde la parte de popa del barco a aguas profundas; los que saltaron desde la proa aterrizaron en aguas menos profundas.
El General Slocum permaneció varado en la isla North Brother durante aproximadamente 90 minutos antes de liberarse y derivar hacia el este durante aproximadamente 1 milla (1,6 km); para cuando se hundió en aguas poco profundas frente a la costa del Bronx en Hunts Point, se estima que 1.021 personas, incluidos 2 de los 30 miembros de la tripulación, habían muerto quemadas o se habían ahogado. Hubo 431 sobrevivientes. Las acciones de dos remolcadores que llegaron unos minutos después de que el Slocum encallara se atribuyeron a salvar entre 200 y 350 personas. 